# Circuit des Ardennes
Circuit des Ardennes is een meerdaagse wielerwedstrijd in de Franse Ardennen. De wedstrijd werd in 1930 voor het eerst georganiseerd. Van 1951 tot en met 1958 was de wedstrijd voorbehouden voor professionele en onafhankelijke wielrenners, daarna tot en met 1963 voor amateurs en onafhankelijken. Van 1977 tot en met 1988 werd de wedstrijd opnieuw georganiseerd voor amateurs. In 2000 werd de wedstrijd uiteindelijk terug voorbehouden voor professionele renners om uiteindelijk sinds 2005 deel uit te maken van de UCI Europe Tour, in de categorie 2.2. In 2020 werd de wedstrijd geannuleerd vanwege de coronapandemie.

## Lijst van winnaars

### Meervoudige winnaars
| Zeges | Renner         | Jaren      |
| ----- | -------------- | ---------- |
| 2     | Bruno Modenese | 1956, 1958 |
| 2     | André Geneste  | 1952, 1960 |
| 2     | Lucas Eriksson | 2021, 2022 |

### Overwinningen per land
| Zeges | Land                                                             |
| ----- | ---------------------------------------------------------------- |
| 23    | Frankrijk                                                        |
| 4     | Rusland, Tsjechië                                                |
| 3     | België, Zweden                                                   |
| 2     | Denemarken, Italië, Polen, Verenigd Koninkrijk                   |
| 1     | Australië, Duitsland, Ecuador, Litouwen, Oostenrijk, Zwitserland |